# Francisco Fernández
Francisco Fernández (sinh ngày 19 tháng 8 năm 1975) là một cầu thủ bóng đá người Chile.

## Đội tuyển bóng đá quốc gia Chile
Francisco Fernández thi đấu cho đội tuyển bóng đá quốc gia Chile từ năm 2000.

## Thống kê sự nghiệp
| Đội tuyển bóng đá Chile | Đội tuyển bóng đá Chile | Đội tuyển bóng đá Chile |
| Năm                     | Trận                    | Bàn                     |
| ----------------------- | ----------------------- | ----------------------- |
| 2000                    | 2                       | 0                       |
| Tổng cộng               | 2                       | 0                       |